# Dobre I (gromada)
Dobre I (następnie Dobre Pierwsze, Dobre) – dawna gromada, czyli najmniejsza jednostka podziału terytorialnego Polskiej Rzeczypospolitej Ludowej w latach 1954–1972.
Gromady, z gromadzkimi radami narodowymi (GRN) jako organami władzy najniższego stopnia na wsi, funkcjonowały od reformy reorganizującej administrację wiejską przeprowadzonej jesienią 1954 do momentu ich zniesienia z dniem 1 stycznia 1973, tym samym wypierając organizację gminną w latach 1954–1972.
Gromadę Dobre I z siedzibą GRN w Dobrem utworzono – jako jedną z 8759 gromad na obszarze Polski – w powiecie aleksandrowskim w woj. bydgoskim, na mocy uchwały nr 24/1 WRN w Bydgoszczy z dnia 5 października 1954. W skład jednostki weszły obszary dotychczasowych gromad Dobre I, Dobre II, Koszczały i Przysiek ze zniesionej gminy Sędzin w tymże powiecie. Dla gromady ustalono 23 członków gromadzkiej rady narodowej.
1 stycznia 1956 gromada weszła w skład nowo utworzonego powiatu radziejowskiego w tymże województwie.
31 grudnia 1961 do gromady Dobre włączono wsie Byczyna, Irena, Janina, Szczeblotowo, Ludwikowo, Ułomie i Kolonia-Byczyna ze zniesionej gromady Byczyna w tymże powiecie.
1 stycznia 1969 do gromady Dobre włączono sołectwo Bronisław o ogólnej powierzchni 1.176,26 ha z gromady Radziejów w tymże powiecie.
1 stycznia 1972 do gromady Dobre włączono wieś Kłonowo z sołectwa Kłonowo ze zniesionej gromady Płowce w tymże powiecie, po czym gromadę Dobre połączono z gromadą Krzywosądz, tworząc z ich obszarów gromadę Dobre z siedzibą Gromadzkiej Rady Narodowej w Dobrem w tymże powiecie (de facto gromadę Krzywosądz zniesiono, włączając jej obszar do gromady Dobre).
Gromada przetrwała do końca 1972 roku, czyli do kolejnej reformy gminnej. 1 stycznia 1973 w powiecie radziejowskim utworzono gminę Dobre.